# سرژ ایوب
سرژ اِلی ایوب (به فرانسوی: Serge Elie Ayoub)، ملقب به Batskin، زادهٔ ۲۹ اکتبر ۱۹۶۴ در بانیوله واقع در حومهٔ شرقی پاریس، سیاستمدار فرانسوی است.

## زندگی‌نامه
او در دههٔ نود میلادی رهبر گروه ملی جوانان انقلابی (JNR) و از ۲۰۱۰ رهبر جنبش راه سوم (TV) بوده‌است. سِرژ ایوب در پی مرگ کلمان مریک (Clément Méric)، مبارز ضدفاشیست، بر اثر فشار افکار عمومی، ناچار به اعلام انحلال هر دو جنبش مذکور در ۲۰۱۳ شد.

## آثار
· Conte barbare, Paris, Le Retour aux sources, 2008.
· G5G-Déclaration de guerre, Paris, Le Pont d’Arcole, 2010.
· Doctrine du Solidarisme, Paris, Le Pont d’Arcole, 2012.
· L'Affaire Clément Méric: du fait divers au scandale politique, Paris, Le Pont d’Arcole, 2013.
· Pour un nouveau contrat social, éditions Kontre Kulture, 2018.